# Callozostron carlottae
Callozostron carlottae is een zachte koraalsoort uit de familie Primnoidae. De koraalsoort komt uit het geslacht Callozostron. Callozostron carlottae werd in 1909 voor het eerst wetenschappelijk beschreven door Kükenthal. 